# النار الحارقة
النار الحارقة (بالإسبانية: Fuego ardiente)‏ هي مسلسل تلفزيوني مكسيكي تم بثه على قناة قناة النجوم منذ عام 2021.